# Grand Willy

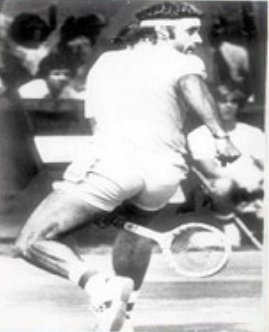
Guillermo Villa a realizar a jogada em 1978.

Grand Willy ou Tweener é uma jogada feita no tênis na qual o jogador rebate a bola por entre as pernas e virado de costas para a quadra do adversário.
A jogada leva esse nome em homenagem ao tenista argentino Guillermo Vilas (apelidado de Willy), que a criou e executou pela primeira vez. Outros jogadores famosos por terem executado a jogada são Yannick Noah, Ilie Nastase, Gabriela Sabatini, Rafael Nadal e Roger Federer.

## História
A origem do Grand Willy não é clara; tanto o argentino Guillermo Vilas como o francês Yannick Noah afirmam tê-la inventado. Ambos usaram a jogada um tanto regularmente na década de 1970. Vilas afirmou ter se inspirado em um anúncio em que um jogador de polo acertava a bola para trás, entre as pernas traseiras do seu cavalo. Ele estreou sua versão em uma partida de exibição 1974, na quadra do Obras Sanitarias Club, em Buenos Aires. Em seguida, ele empregou-a em uma partida oficial em Indianápolis, no ano seguinte, contra o jogador espanhol Manuel Orantes; a jogada ficou conhecida como o "Gran Willy" ( "o grande Willy") depois disso.